# Wytheville
La ville américaine de Wytheville (en anglais [ˈwɪθvɪl]) est le siège du comté de Wythe, dans l’État de Virginie. Lors du recensement de 2010, sa population s’élevait à 8 211 habitants.

## Source
- (en) Cet article est partiellement ou en totalité issu de l’article de Wikipédia en anglais intitulé « Wytheville, Virginia » (voir la liste des auteurs).